# Бербенно
Бербенно (итал. Berbenno) — коммуна в Италии, располагается в регионе Ломбардия, подчиняется административному центру Бергамо.
Население составляет 2358 человек, плотность населения составляет 393 чел./км². Занимает площадь 6 км². Почтовый индекс — 24030. Телефонный код — 035.
Покровителем населённого пункта считается святой Антоний Великий. Праздник ежегодно празднуется 17 января.

## Города-побратимы
- Сен-Лоран-дю-Пон, Франция